# Seek and Destroy (Captain Scarlet-aflevering)
"Seek and Destroy" is de vijftiende aflevering van de televisieserie Captain Scarlet and the Mysterons, een sciencefictionserie waarin gebruikgemaakt wordt van de poppenspeltechniek supermarionation. De aflevering werd voor het eerst uitgezonden op ATV Midlands in Engeland op 5 januari 1968. Qua productievolgorde was het echter de negende aflevering.

## Verhaal
Bij de Fairfield Engine Company maakt een chauffeur, Jackson, zich klaar voor het transport van kostbare goederen naar een pakhuis. Fairfield houdt zelf toezicht op het inladen en begeleid Jackson terwijl hij het grote krat vastzet op zijn wagen. Jackson vraagt zich af waarom zulke kostbare lading onbewaakt achter moet blijven, maar Fairfield negeert zijn vraag. Jackson vertrekt van de laadruimte gevolgd door een auto. Aangekomen bij het pakhuis blijkt Captain Black in deze auto te zitten. Hij schiet de chauffeur neer, en gooit vervolgens een explosief in een plas benzine die hij aansteekt met een lucifer.
Via een radiobericht laten de Mysterons weten dat ze een van de Spectrum Angels zullen vermoorden. Ondertussen staat het pakhuis in lichterlaaie. Bij de ontploffing die volgt kan even worden gezien dat de kisten die daar staan nog onbeschilderde Angeljets bevatten.
In Cloudbase bespreekt Colonel White de bedreiging van de Mysterons met Scarlet en Blue. Destiny is op dat moment op vakantie in Parijs en lijkt derhalve het meest voor de hand liggende doelwit. Lieutenant Green kan haar niet bereiken in haar hotel en White stuurt Scarlet en Blue naar Parijs om haar veilig terug te brengen naar Cloudbase.
Scarlet en Blue zoeken Destiny in haar hotel, maar haar kamer is leeg. Scarlet ontdekt een kaart voor Café de la Paix en Blue vermoed dat ze daar is. De twee rijden naar het café met hun Spectrum Saloon en vinden Destiny. Ze is geschokt door de dreiging van de Mysterons en de drie vertrekken meteen naar het dichtstbijzijnde vliegveld.
Ondertussen heeft de brandweer het vuur in het pakhuis kunnen bluzzen, maar alles wat erin stond is vernietigd. Fairfield vertelt de brandweercommandant dat het pakhuis Angeljets bevatte voor Spectrum. De commandant is er nu zeker van dat de brand opzet was. Opeens duiken er drie vliegtuigen op boven het pakhuis. Faifield vermoedt dat dit dezelfde vliegtuigen zijn die zojuist werden vernietigd. Ze zijn namelijk niet gemarkeerd, hebben geen piloot en worden gevolgd door Mysteronringen.
In de Spectrum Saloon voelt Scarlet gevaar. Hij beveelt Blue om te stoppen, en de drie verstoppen zich naast de weg. Dan duiken de Angeljets op en openen het vuur. Scarlet waarschuwt Colonel White, waarna Melody, Rhapsody en Harmony Angels vertrekken met hun jets.
Aangekomen bij de gevarenzone breekt Melody de vijandige groep op met waarschuwingsschoten, en Harmony schiet er een neer. Ze wordt echter zelf geraakt en moet haar schietstoel gebruiken. Rhapsody vernietigd nog een Mysteron-Angeljet, waarna de laatste vijandelijke jet een duikvlucht maakt achtervolgt door Melody. De Angel kan nog net voor de grond optrekken, maar de Mysteron-Angeljet slaat te pletter.
Terwijl Melody rapporteert dat de missie succesvol is verlopen, kijkt Blue naar de restanten van de Spectrum Saloon en merkt op dat het nog een lange wandeling terug naar Cloudbase gaat worden.

## Rolverdeling

### Reguliere stemacteurs
- Captain Scarlet — Francis Matthews
- Captain Blue — Ed Bishop
- Colonel White — Donald Gray
- Lieutenant Green — Cy Grant
- Destiny Angel — Liz Morgan
- Rhapsody Angel — Liz Morgan
- Melody Angel — Sylvia Anderson
- Harmony Angel — Lian Shin
- Captain Black — Donald Gray
- Stem van de Mysterons — Donald Gray

### Gastrollen
- Fairfield — Charles Tingwell
- Jackson — Jeremy Wilkin
- Brandweercommandant — Paul Maxwell

## Fouten
- Melody’s handen zijn wit in de close-ups.

## Trivia
- Destiny Angel's hotelkamer is gelijk aan de kamer gebruikt voor de Directeur-Generaal van de Verenigde Aziatische Republiek in de aflevering "Winged Assassin".
- In deze aflevering werd onthuld dat de Angeljets worden gemaakt door verschillende bedrijven, waardoor geen enkel bedrijf een volledig bouwplan van een Angeljet heeft.
- Een van de brandweerwagens in deze aflevering is de “mobile crane vehicle” uit de Thunderbirdsaflevering Path of Destruction.